# Едмунд Кін
Едмунд Кін (англ. Edmund Kean, 17 березня 1787, Лондон — 15 травня 1833, Ричмонд) — англійський актор епохи романтизму.

## Біографія

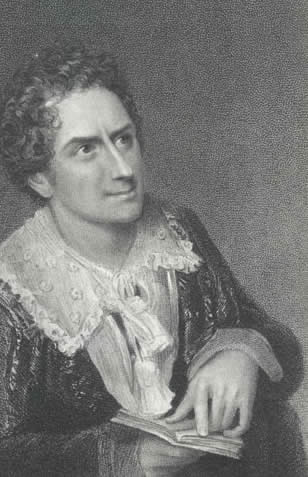
Кін в ролі Гамлета

Син актриси Енн Кері, онук Генрі Кері, автора гімну Великої Британії. Дебютував на сцені у віці чотирьох років. Систематичної освіти не отримав. Прославився виконанням шекспірівських ролей, змагаючись в цьому з Д. Ф. Кемблом. Грав в провінційних театрах, в тому числі в Белфасті з Сарою Сіддонс. З 1814 виступав на сцені лондонського театру Друрі-Лейн, дебютував в ролі Шейлока у «Венеціанському купці» Шекспіра. Гастролював у Нью-Йорку (1820, 1825—1826). Останній виступ Кіна відбулося 25 березня 1833 в Ковент-Гарден: він грав Отелло, в ролі Яго виступав його син Чарлз. Стиль його гри вплинув на багатьох акторів, таких, як американець Едвін Форрест.
Відрізнявся ексцентричністю в поведінці, схильністю до скандалів, багато пив.
Син Кіна Чарлз (1811—1868) також став відомим актором.

## Образ Кіна в мистецтві
П'єсу «Кін, або Геній і безпутність» написав Олександр Дюма (1836), в ній відзначався Фредерік Леметр. У XX столітті п'єса перероблена Сартром; в 1956 цей варіант екранізований Франческо Розі з Вітторіо Гассманом у головній ролі, а в 1987 її поставив Робер Оссейн в паризькому театрі Мариньї, в головній ролі виступив Жан-Поль Бельмондо. Про життя Кіна знято ще кілька фільмів в різних країнах світу: Рудольфом Бібрахом з Алессандро Моїссі (1921), Олександром Волковим з Іваном Мозжухіним (1924) та ін.
У Росії п'єсу про Кіна за мотивами драми Дюма написав Григорій Горін (1991).

## Мемуари
- Phippen F. Authentic memoirs of Edmund Kean, containing a specimen of his talent at composition. London: Printed for J. Roach, 1814